# Muchosrańsk

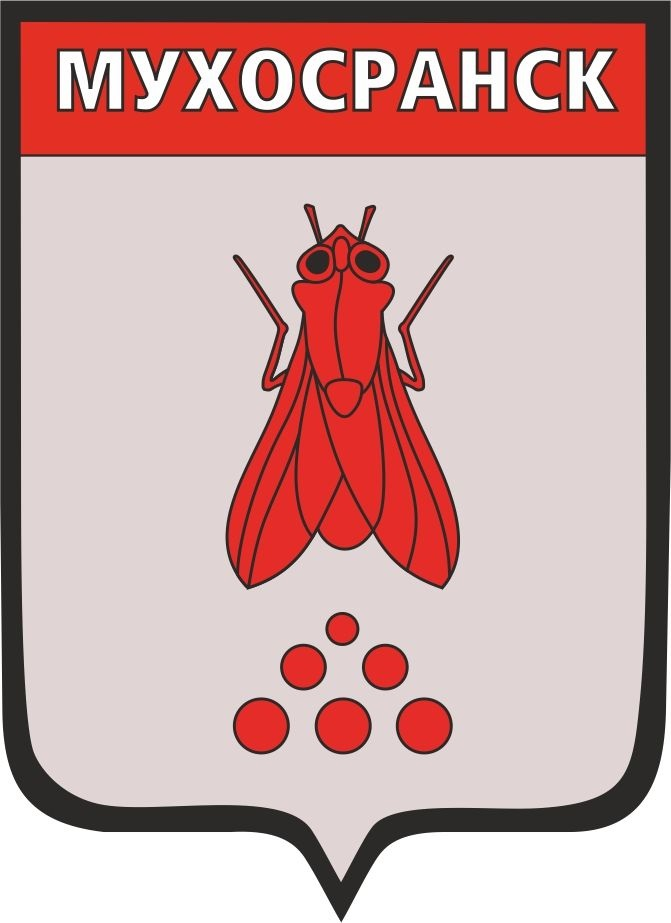
Zmyślony herb Muchosrańska

Muchosrańsk (ros. Мухосранск, ukr. Мухосранськ) – pejoratywny termin oznaczający stereotypowe, zacofane, prowincjonalne miasteczko na terenach byłego Związku Radzieckiego.
Pierwszy raz pojawiło się w opowiadaniu Ałły Ktorowej, wydanym w 1961 roku:

Teraz ma 50 lat, a Lina kończy szkołę rolniczą. Nie mogło być lepiej. Przez wszystkie trzy lata studiów nie miała ani jednej „czwórki”. Całkowicie doskonała studentka i ona – będąc wśród pięciu procent, które szczególnie się wyróżniły – nie jest „przydzielana”, nie wysyłana do pracy w „Muchosrańsku”, ale otrzymuje możliwość wstąpienia do Instytutu Farmaceutycznego w Moskwie

Od 2012 roku określenie to nie pojawia się w rosyjskich mediach publicznych w związku obostrzeniami lingwistycznymi wprowadzonymi przez ustawę „O ochronie dzieci przed informacjami szkodliwymi dla ich zdrowia i rozwoju”. 
Częściowo analogicznym, polskim odpowiednikiem tego określenia jest „Ciemnogród”.